# 售樓說明書
售樓說明書又或稱售樓書,是一份房地產售樓房之內容說明文件,一般由地產發展商出版,用以介紹售樓詳細資料,供物業買家投資者及中介人購買樓房前之參考。售樓說明書比售樓單張內客更詳細，但是外國其它地方發展商出售物業未必統一定有供應售樓書。或者政府地產商監管當局法規指引要求，售樓說明書發展成銷售陳述。
在某地方,售樓書可分為兩冊,一冊俗稱「售樓公仔書」,另一本名為「說明書」。售樓公仔書內容天馬行空表演發展商的建築意念,吸引買家購房；而說明書有意發展成合約的Invitation to treat。

## 內容
- 物業中英文名稱
- 物業地址,地圖位置
- 發展商名稱
- 單位實用面積
- 平面圖
- 分區發展大綱圖
- 免責聲明

## 相關
- 價單
- 示範單位
- 失實陳述
- 入伙紙
- 售樓同意書